# Подсарне
Подсарне (пол. Podsarnie) — село в Польщі, у гміні Раба-Вижна Новотарзького повіту Малопольського воєводства.
Населення — 803 особи (2011).
У 1975-1998 роках село належало до Новосондецького воєводства.

## Демографія
Демографічна структура станом на 31 березня 2011 року:
|          | Загалом | Допрацездатний вік | Працездатний вік | Постпрацездатний вік |
| -------- | ------- | ------------------ | ---------------- | -------------------- |
| Чоловіки | 398     | 96                 | 268              | 34                   |
| Жінки    | 405     | 113                | 221              | 71                   |
| Разом    | 803     | 209                | 489              | 105                  |